# أرابز غوت تالنت (الموسم 3)
الموسم الثالث من أرابز غوت تالنت أنطلق في 14 أيلول 2013. من أبرز التعديلات التي جرت في هذا الموسم هو انضمام الممثل المصري أحمد حلمي إلى لجنة التحكيم ليصبح عددهم أربعة حكام هم نجوى كرم، وعلي جابر، وناصر القصبي، وأحمد حلمي.
بما أنه تم إضافة حكم رابع، إذا وقع تعادل عند اختيار المتأهل الثاني للحلقة النهائية، يتم الاحتكام إلى تصويت الجمهور حيث يتأهل من تحصل على المركز الثاني حسب عدد الأصوات.
وكذلك تعرض حلقة إضافية مسماة «أرابز غوت تالنت إكسترا» والتي تعرض بعد حلقات النصف نهائيات المباشرة وهي ترصد كواليس حلقات نصف النهائي وتقوم بالحديث مع المشتركين والحكام والمدربين وغيرهم وتقدمها الإعلامية المصرية ناردين فرج.
فازت فرقة سيما السورية بالموسم الثالث من أرابز غوت تالنت وتحصلت على جائزة 000 500 ريال سعودي إضافة إلى سيارة كرايسلر 300 سي.

## مرحلة المقابلات
أجريت مرحلة مقابلات هذا الموسم في تسع دول عربية، قام خلالها فريق إنتاج البرنامج ولجنة التحكيم باختيار أفضل المتقدمين لكي ينتقلوا إلى مرحلة الأستوديو في بيروت. الدول والمدن التي جرت فيها المقابلات هذا الموسم هي التالية:
- الأردن، عمان، 2 و3 حزيران 2012.
- مصر:
  - القاهرة، 5 حزيران 2012.
  - الإسكندرية، 7 و8 يونيو 2012.
- الإمارات العربية المتحدة، دبي، 10 حزيران 2012.
- الكويت، مدينة الكويت، 12 حزيران2012.
- البحرين، المنامة، 14 يونيو 2012.
- لبنان وسوريا، بيروت، 17 حزيران 2012.
- الجزائر، الجزائر العاصمة، 18 حزيران 2012.
- تونس، تونس، 19 حزيران 2012.
- المغرب:
  - الدار البيضاء، 21 و22 حزيران 2012.
  - مراكش، 24 حزيران 2012.

## عروض وضيوف الشرف
تم إضافة برمجة جديدة وهي القيام بعروض خاصة باستضافة فرق أو مشاهير عالميين، واستضيفوا كالأتي:
- النصف نهائيات:
  - الأسبوع الأول من النصف نهائيات: عرض لرقص هندي قدمته الممثلة الهندية المشهورة كارينا كابور (Kareena Kapoor).
  - الأسبوع الثاني من النصف نهائيات: عرض لخيال الظل قدمته الفرقة الفرنسية العالمية بلاك فينغرز (Blackfingers).
  - الأسبوع الثالث من النصف نهائيات: عرض بتقنية أضواء الليزر قدمه الفريق الفرنسي العالمي ليزر فايتر (Laser Fighters).
  - الأسبوع الرابع من النصف نهائيات: عرض راقص لطائرات قدمه الأخوان الفرنسيان العالميان ليه فرير شاكس (Frères Chaix).
  - الأسبوع الخامس من النصف نهائيات: عرض إيمائي للكوميديا الصامتة للفنان الفرنسي العالمي جيروم مورا (Jérôme Murat).
  - الأسبوع السادس من النصف نهائيات: عرض راقص باستخدام دوائر الهولا للفنانة الفنلندية العالمية آنيكا هاكالا (Annika Hakala).
- النهائي:
  - في افتتاحية الحلقة النهائية المباشرة للبرنامج، تم تنظيم عرض غنائي لموسيقى الراب بين مقدم البرنامج قصي خضر والفنان الأمريكي أنتوني كروز (Anthony Cruz).
  - في نهاية الحلقة النهائية المباشرة للبرنامج، تم تقديم عرض قصير لمغني الدي جي الإماراتي دي جي بليس (DJ Bliss).

بمناسبة فوز مدينة دبي (الإمارات العربية المتحدة) باستضافة إكسبو 2020 (معرض إكسبو الدولي)، تم إستدعاء شما حمدان المتحصلة على المركز الثالث في نهائي الموسم الثاني من أرابز غوت تالنت للغناء عن دبي والإمارات في افتتاحية الأسبوع السادس من النصف نهائيات.

## التصفيات النصف النهائية
شهدت المرحلة النصف النهائية من الجزء الثالث لأرابز غوت تالنت بث جميع حلقات المرحلة القبل أخيرة بثا مباشرا على الهواء.

### الأسبوع الأول 2013.10.25
| مفتاح | اعتراض الحكام | اختيار الحكام | حاصل على المركز الأول بتصويت الجمهور، انتقال مباشرة إلى النهائيات. | حاصل على المركز الثاني أو الثالث بتصويت الجمهور، واختاره الحكام للانتقال للنهائيات. | حاصل على المركز الثاني أو الثالث بتصويت الجمهور، ولم يختره الحكام |

| التسلسل | المؤدي         | الموهبة                  | البلد  | اعتراض واختيار الحكام | اعتراض واختيار الحكام | اعتراض واختيار الحكام | اعتراض واختيار الحكام |
| التسلسل | المؤدي         | الموهبة                  | البلد  | أحمد                  | ناصر                  | نجوى                  | علي                   |
| ------- | -------------- | ------------------------ | ------ | --------------------- | --------------------- | --------------------- | --------------------- |
| 1       | فريق تحدي      | عزف إيقاعي واستعراض      | تونس   | —                     | —                     | —                     | —                     |
| 2       | ميام محمود     | غناء الراب               | مصر    | —                     | —                     | —                     | —                     |
| 3       | ديو ميري       | رقص استعراضي             | المغرب | —                     | —                     | —                     | —                     |
| 4       | فريق شياب      | غناء ورقص فكاهي          | الكويت | —                     | —                     | —                     | —                     |
| 5       | سامر بو خزعا   | العزف على آلة الأورغ     | لبنان  | —                     | —                     | —                     | —                     |
| 6       | فرقة كوفية     | رقص تراثي                | فلسطين | —                     | —                     | —                     | —                     |
| 7       | أحمد محمد حبشي | عرض فكاهي بالرقص والغناء | مصر    | —                     | —                     | —                     | —                     |
| 8       | محمد الديري    | الرسم والنحت             | فلسطين |                       |                       |                       |                       |

### الأسبوع الثاني 2013.11.01
| التسلسل | المؤدي           | الموهبة                           | البلد          | اعتراض واختيار الحكام | اعتراض واختيار الحكام | اعتراض واختيار الحكام | اعتراض واختيار الحكام |
| التسلسل | المؤدي           | الموهبة                           | البلد          | أحمد                  | ناصر                  | نجوى                  | علي                   |
| ------- | ---------------- | --------------------------------- | -------------- | --------------------- | --------------------- | --------------------- | --------------------- |
| 1       | باك ستيج غروب    | رقص استعراضي وفكاهي               | الكويت         | —                     | —                     | —                     |                       |
| 2       | ندير عمار        | اللعب بالكرات                     | المغرب         | —                     | —                     | —                     | —                     |
| 3       | مهدي وصوريا      | رقص إستعراضي                      | الجزائر وفرنسا | —                     | —                     | —                     | —                     |
| 4       | نائل طرابلسي     | العزف على البيانو                 | سوريا          | —                     | —                     | —                     | —                     |
| 5       | روي خوري         | رقص إيقاعي (النقر بالحذاء)        | لبنان          | —                     | —                     | —                     | —                     |
| 6       | أحمد محمود       | العزف على مزمار القربة            | الأردن         | —                     | —                     | —                     | —                     |
| 7       | عبد الله المصعبي | حركات إستعراضية بالدراجة الهوائية | السعودية       | —                     | —                     | —                     | —                     |
| 8       | شرفيان تروب      | عرض إستعراضي بهلواني              | المغرب         |                       |                       |                       | —                     |

### الأسبوع الثالث 2013.11.10
انقسمت آراء اللجنة بين موهبتين هما جنيفر جراوت وفريق إنتورناج. وتم العودة إلى تصويت الجمهور للمرة الأولى في تاريخ المسابقة، الذي أنقذ المشتركة الأمريكية.
| التسلسل | المؤدي       | الموهبة                                    | البلد                        | اعتراض واختيار الحكام | اعتراض واختيار الحكام | اعتراض واختيار الحكام | اعتراض واختيار الحكام |
| التسلسل | المؤدي       | الموهبة                                    | البلد                        | أحمد                  | ناصر                  | نجوى                  | علي                   |
| ------- | ------------ | ------------------------------------------ | ---------------------------- | --------------------- | --------------------- | --------------------- | --------------------- |
| 1       | لطفي بوسدرة  | رقص إيقاعي (النقر بالحذاء)                 | تونس                         | —                     | —                     | —                     | —                     |
| 2       | عيسى النجم   | العزف على آلة العود                        | البحرين                      | —                     | —                     | —                     | —                     |
| 3       | جينيفر جراوت | الغناء باللغة العربية والعزف على آلة العود | الولايات المتحدة             |                       | —                     |                       | —                     |
| 4       | فريق توام    | رقص إستعراضي وتعبيري                       | المغرب                       | —                     | —                     | —                     | —                     |
| 5       | جاد هلال     | ألعاب خفة                                  | لبنان                        | —                     | —                     | —                     | —                     |
| 6       | هدير الحامي  | رقص الباليه                                | مصر                          | —                     | —                     | —                     | —                     |
| 7       | حسن بخيت     | عرض سيرك                                   | مصر                          | —                     | —                     | —                     | —                     |
| 8       | فريق إنتوراج | رقص إستعراضي                               | الجزائر المغرب وتونس و فرنسا | —                     |                       | —                     |                       |

### الأسبوع الرابع 2013.11.17
| التسلسل | المؤدي              | الموهبة                   | البلد  | اعتراض واختيار الحكام | اعتراض واختيار الحكام | اعتراض واختيار الحكام | اعتراض واختيار الحكام |
| التسلسل | المؤدي              | الموهبة                   | البلد  | أحمد                  | ناصر                  | نجوى                  | علي                   |
| ------- | ------------------- | ------------------------- | ------ | --------------------- | --------------------- | --------------------- | --------------------- |
| 1       | بلال حسن            | عروض الإتزان              | مصر    | —                     |                       | —                     | —                     |
| 2       | نور عثمان           | غناء واستعراض             | مصر    | —                     | —                     | —                     | —                     |
| 3       | فرقة سيما           | رقص استعراضي جماعي        | سوريا  | —                     | —                     | —                     | —                     |
| 4       | عبد المجيد عبد الله | غناء باللهجة الخليجية     | اليمن  | —                     | —                     | —                     | —                     |
| 5       | مدحت ممدوح          | بيت بوكس على الناي        | مصر    | —                     | —                     | —                     | —                     |
| 6       | فريق بريك أور داي   | رقص استعراضي كوميدي جماعي | المغرب | —                     | —                     | —                     | —                     |
| 7       | دانيل صايغ          | التطبيل                   | لبنان  |                       | —                     |                       |                       |
| 8       | ناتالي يمّين         | رقص البالية               | لبنان  | —                     | —                     | —                     | —                     |

### الأسبوع الخامس 2013.11.23
انقسمت آراء اللجنة بين موهبتين هما محمد الخطيب وكاريمبو. وتم العودة إلى تصويت الجمهور للمرة الثانية في تاريخ المسابقة، الذي أنقذ المشترك كاريمبو.
| التسلسل | المؤدي          | الموهبة                      | البلد           | اعتراض واختيار الحكام | اعتراض واختيار الحكام | اعتراض واختيار الحكام | اعتراض واختيار الحكام |
| التسلسل | المؤدي          | الموهبة                      | البلد           | أحمد                  | ناصر                  | نجوى                  | علي                   |
| ------- | --------------- | ---------------------------- | --------------- | --------------------- | --------------------- | --------------------- | --------------------- |
| 1       | فرقة شوارعنا    | غناء كوميدي                  | مصر             | —                     | —                     | —                     | —                     |
| 2       | محمد الخطيب     | عرض كوميدي                   | سوريا           | —                     |                       | —                     |                       |
| 3       | كاريمبو         | عرض الليونة الجسدية والجمباز | المغرب وبلجيكا  |                       | —                     |                       | —                     |
| 4       | دي شارب باند    | العزف على القيتارة           | لبنان           | —                     | —                     | —                     | —                     |
| 5       | العبقري وبراهام | رقص إستعراضي                 | المغرب والجزائر | —                     | —                     | —                     | —                     |
| 6       | كاراتيه توينز   | فن الكاراتيه                 | الكويت          | —                     | —                     | —                     | —                     |
| 7       | شاكر القناوي    | الرقص بالعصا والشعر المغنى   | مصر             | —                     | —                     | —                     | —                     |
| 8       | طاهر جعفر       | العزف على البيانو            | السعودية        | —                     | —                     | —                     | —                     |

### الأسبوع السادس 2013.11.29
| التسلسل | المؤدي          | الموهبة           | البلد          | اعتراض واختيار الحكام | اعتراض واختيار الحكام | اعتراض واختيار الحكام | اعتراض واختيار الحكام |
| التسلسل | المؤدي          | الموهبة           | البلد          | أحمد                  | ناصر                  | نجوى                  | علي                   |
| ------- | --------------- | ----------------- | -------------- | --------------------- | --------------------- | --------------------- | --------------------- |
| 1       | غالاكسي غروب    | رقص استعراضي      | الكويت         | —                     | —                     | —                     | —                     |
| 2       | وائل عبد الهادي | الرسم بالمقلوب    | تونس           | —                     | —                     | —                     | —                     |
| 3       | أصيل هزيم       | الغناء            | الأردن         | —                     | —                     | —                     | —                     |
| 4       | محمد بيومي      | رقص البوبينغ      | مصر            | —                     | —                     | —                     | —                     |
| 5       | حجي             | عرض كوميدي        | مصر            | —                     | —                     | —                     | —                     |
| 6       | نائل جمال       | رقص تعبيري وتوازن | لبنان وفرنسا   |                       | —                     |                       |                       |
| 7       | فريق بليد آرت   | رقص استعراضي      | الجزائر وفرنسا | —                     |                       | —                     | —                     |
| 8       | محمود إكس       | بيت بوكس          | مصر            | —                     | —                     | —                     | —                     |

## النهائي 2013.12.07
| مفتاح | اعتراض الحكام | اختيار الحكام | الفائز بالمسابقة | الحاصل على المركز الثاني. | الحاصل على المركز الثالث. |

| التسلسل | المؤدي       | الموهبة                                  | البلد            | اعتراض واختيار الحكام | اعتراض واختيار الحكام | اعتراض واختيار الحكام | اعتراض واختيار الحكام |
| التسلسل | المؤدي       | الموهبة                                  | البلد            | أحمد                  | ناصر                  | نجوى                  | علي                   |
| ------- | ------------ | ---------------------------------------- | ---------------- | --------------------- | --------------------- | --------------------- | --------------------- |
| 1       | شرفيان تروب  | عرض إستعراضي بهلواني                     | المغرب           | —                     | —                     | —                     | —                     |
| 2       | لطفي بوسدرة  | رقص إيقاعي (النقر بالحذاء) وتعبيري       | تونس             | —                     | —                     | —                     | —                     |
| 3       | محمد الديري  | الرسم والنحت                             | فلسطين           | —                     | —                     | —                     | —                     |
| 4       | فرقة سيما    | رقص استعراضي جماعي                       | سوريا            | —                     | —                     | —                     | —                     |
| 5       | دانيل صايغ   | التطبيل                                  | لبنان            | —                     | —                     | —                     | —                     |
| 6       | محمد بيومي   | رقص البوبينغ                             | مصر              | —                     | —                     | —                     | —                     |
| 7       | فرقة شوارعنا | غناء كوميدي                              | مصر              | —                     | —                     | —                     | —                     |
| 8       | كاريمبو      | عرض الليونة الجسدية والجمباز             | المغرب وبلجيكا   | —                     | —                     | —                     | —                     |
| 9       | فريق شياب    | غناء ورقص فكاهي                          | الكويت           | —                     | —                     | —                     | —                     |
| 10      | نائل جمال    | رقص تعبيري وتوازن                        | لبنان وفرنسا     | —                     | —                     | —                     | —                     |
| 11      | ندير عمار    | اللعب بالكرات                            | المغرب           | —                     | —                     | —                     | —                     |
| 12      | جينيفر جراوت | الغناء باللغة العربية والعزف على آلة عود | الولايات المتحدة | —                     | —                     | —                     | —                     |

## وصلات خارجية
- صفحة البرنامج
- أحمد حلمي ينضم إلى أرابز غوت تالنت والقصبي باق
- أرابز غوت تالنت  على فيسبوك. على فيسبوك